# Down by Law (Film)
Down by Law ist ein Spielfilm des US-amerikanischen Regisseurs Jim Jarmusch aus dem Jahre 1986.

## Handlung
Dem Zuhälter Jack schiebt ein verfeindeter Kollege, unter dem Vorwand, sich wieder versöhnen zu wollen, eine Minderjährige unter, mit der Jack dann im Hotelzimmer von der Polizei aufgegriffen wird. Zack, der Radio-DJ, der gerade wieder einen Job hingeschmissen hat und sich daraufhin nach einem heftigen Streit von seiner Freundin trennt, wird von der Polizei mit einer Leiche im Kofferraum des Wagens konfrontiert, den er für 1000 Dollar auf die andere Seite der Stadt fahren sollte. Die beiden landen zusammen in einer Gefängniszelle und kommen nicht gut miteinander aus. Sie haben gerade eine Rauferei hinter sich, als der äußerst kommunikationsfreudige Italiener Roberto zu ihnen stößt. Obwohl er nach eigenen Angaben ein guter Falschspieler sei, sei er aufgeflogen und habe bei der Verfolgung einen Gegner mit einer Billardkugel getötet, was der Grund für seine Inhaftierung sei.
Anfänglich geht der wild radebrechende Roberto seinen beiden Zellengenossen schwer auf die Nerven. Nach und nach verbessert sich jedoch die Stimmung. Mit seinem lebensbejahenden Temperament bringt Roberto das Eis zwischen den drei Zellengenossen zum Brechen und eine zaghafte Kommunikation entsteht zwischen den inhaftierten Männern. Später entdeckt Roberto einen Weg vom Hof in die Freiheit und so gelingt es dem Trio, zu entkommen. Auf der Flucht durch die Sümpfe Louisianas landen die drei schließlich in einem kleinen Restaurant namens Luigi's Tin Top, das von Nicoletta bewirtschaftet wird. Roberto und Nicoletta verlieben sich prompt ineinander und Roberto beschließt, dort zu bleiben. Jack und Zack gehen ihrer Wege und trennen sich an der ersten Weggabelung.

## Kritiken
In den Würdigungen zu Jarmuschs märchenhafter Schwarzweißkomödie sind eine ganze Reihe von Aspekten lobend hervorgehoben worden: der von den drei Protagonisten verkörperte skurrile Humor, die präzisen Darstellungen der sich in arrogante Coolness flüchtenden Jack (John Lurie) und Zack (Tom Waits), die furiose Präsenz des Dauerredners Roberto (Roberto Benigni) und nicht zuletzt die hervorragende Arbeit des niederländischen Kameramanns Robby Müller. Zusammen mit der Musik John Luries und Tom Waits’ ist unter dem Strich ein beeindruckender Film entstanden, der insbesondere in Europa zahlreiche Kritiker begeistert hat.
- Lexikon des internationalen Films: Eine ironische Komödie, die in märchenhafter Form von den Bemühungen um Menschlichkeit in einer desolaten Umwelt berichtet; hervorragend inszeniert und fotografiert, von glänzenden Darstellern getragen.[2]

- Vincent Canby beschreibt den Film in der New York Times als eine Fabel poetischer Dichte. Die Leistung der drei Hauptdarsteller sei außerordentlich. Sie werde wesentlich unterstützt durch die Arbeit des Regisseurs und des Kameramanns, der die drei zur gleichen Zeit in der gleichen Szene in einer gleichzeitigen Einstellung zeige und so die hervorragende Interaktion zwischen den dreien ermögliche.[3]

- Roger Ebert vermisst in der Chicago Sun-Times die inspirierte Perfektion, die in Jarmuschs zweitem Film Stranger Than Paradise herrschte. Aber Down by Law sei ein guter Film und er werde umso eher gefallen, je mehr man von Filmen verstehe.[4]

## Wirkung
Mit Down by Law ist Jim Jarmusch über die Independent-Kinoszene hinaus bekannt geworden. Einen großen Popularitätsschub hat dieser Film in den USA außerdem für die Schauspieler Roberto Benigni und Ellen Barkin ausgelöst.

## Titel
Down by law ist einerseits eine obskure englische Redewendung aus dem Dunstkreis des Jazz und Swing, die in etwa „besonders gut“ bedeutet; wörtlich übersetzt bedeutet sie aber so viel wie „unterdrückt von der Justiz“, was auf die Rolle von Jack und Zack anspielt, die ja unschuldig im Gefängnis sitzen.

## Hintergründe
Die beiden Schauspieler Nicoletta Braschi und Roberto Benigni heirateten im realen Leben 1991. In den ersten 33 Minuten spielt die Filmhandlung vor dem Hintergrund der altmodischen Architektur innerhalb der amerikanischen Stadt New Orleans, Louisiana. Der Spielfilm ist, genau wie der 1995 veröffentlichte Western Dead Man von Regisseur Jim Jarmusch, vollständig in Schwarz-Weiß gedreht. Zum Schwarzweißfilm als Stilmittel erklärte Kameramann Robby Müller in einem Videointerview, das sich im Bonusmaterial der bluRay Disc von Down By Law befindet: „Schwarz-Weiß ist wie ein Gedicht. Überflüssige Worte gibt es nicht. Oft wird im Farbfilm Information vermittelt, die für die Geschichte unwichtig ist […] Farbe wäre vielen Szenen nicht zugute gekommen. Man achtet zu viel auf die Umgebung.“ Ursprünglich war das Wasser, auf dem die Filmcrew die Flucht der drei Häftlinge Jack, Zack und Roberto in einem Paddelboot im Bayou von Louisiana drehte, von strahlend hellem Entengrün gewesen. Im fertigen Schwarz-Weiß-Film Down By Law zeigt das Sumpfwasser nur ein einfaches Grau, befreit von jeder Exotik. Für die Aufnahmen der Szene, in der Schauspieler Tom Waits in der Rolle des Zack das Auto mit der Leiche im Kofferraum durch die abendlichen Straßen fährt, verwendete Kameramann Robby Müller sehr wenig filmtechnische Beleuchtung, damit das Licht der urbanen Straßenlaternen zur Geltung kommt und während der Autofahrt über das Gesicht von Darsteller Tom Waits tanzt.

## Auszeichnungen
- 1988: Preis des Robert Festivals für den besten ausländischen Film
- 1988: Bodil-Preis für den besten amerikanischen Film
- 1987: Independent Spirit Awards – Nominierungen  – beste Regie, beste Kamera, bestes Drehbuch, bester Hauptdarsteller
- 1987: Teilnahme am Wettbewerb der Internationalen Filmfestspiele von Cannes 1986